# 拉腊·萨尔登
拉腊·萨尔登（Lara Salden，1999年1月29日—），比利时女子网球运动员。萨尔登于2022年8月从职业网坛退役，但又在2023赛季复出。
截至2024年11月，萨尔登在ITF女子世界网球巡回赛上有6个单打和22个双打冠军。
在德国2022年威斯巴登网球公开赛搭档匈牙利球员邦达尔·安娜获得ITF女子巡回赛W80级别赛事上夺冠，这是她目前职业生涯最高级别冠军。在2024年梅里达网球公开赛上她搭档同胞马加利·肯彭进入首次进入WTA巡回赛决赛，决赛中负于奎因·格利森和英格丽德·马丁斯组合获得亚军。